# Свонвил (Минесота)
Свонвил (енгл. Swanville) град је у америчкој савезној држави Минесота.

## Демографија
По попису из 2010. године број становника је 350, што је 1 (-0,3%) становника мање него 2000. године.
| Група             | 2000.       | 2010.       |
| Белци             | 342 (97,4%) | 340 (97,1%) |
| Афроамериканци    | 0 (0,0%)    | 1 (0,3%)    |
| Азијати           | 1 (0,3%)    | 2 (0,6%)    |
| Хиспаноамериканци | 7 (2,0%)    | 5 (1,4%)    |
| Укупно            | 351         | 350         |